# Coronis fille de Coronée
Pour les articles homonymes, voir Coronis.
 (novembre 2009).
Si vous disposez d'ouvrages ou d'articles de référence ou si vous connaissez des sites web de qualité traitant du thème abordé ici, merci de compléter l'article en donnant les références utiles à sa vérifiabilité et en les liant à la section « Notes et références ».
Dans la mythologie grecque, Coronis (en grec ancien Κορωνίς / Korônís, de κορώνη / korốnê, « corneille ») est une nymphe, fille de Coronée (en).
Elle est changée en corneille par Athéna afin de lui permettre d'échapper aux poursuites incessantes de Poséidon qui en était tombé éperdument amoureux.